# Theodoor Willemyns
Theodoor Pieter Lodewijk Paul August Willemyns (Kortrijk, 24 juli 1898 - Dilbeek, 9 september 1984) was een Belgisch apotheker en Vlaams-nationalistisch politicus voor het VNV.

## Levensloop
Willemyns was apotheker van beroep.
Op 14 oktober 1941 volgde hij - omwille van de door de Duitsers ingestelde (en door de  secretaris-generaal van het Ministerie van Binnenlandse Zaken en Volksgezondheid Gérard Romsée gesteunde) ouderdomsverordening (Überalterungsverordnung) van 7 maart 1941 - Jan-Baptist Rombauts op als burgemeester te Herentals. Tevens was hij VNV-gewestleider. Na de bevrijding werd Camiel Laureys dienstdoend burgemeester, waarna Rombauts de burgemeesterssjerp opnieuw overnam.
Na de bevrijding moest hij voor het krijgshof van Antwerpen verschijnen. Tijdens de Tweede Wereldoorlog zou hij verschillende lijsten hebben doorgespeeld aan het Arbeitsamt, met daarop circa 100 mensen. Op zijn proces werden hem 58 casussen van verklikking ten laste gelegd, waarbij hij voor zeven aanklachten zou veroordeeld worden. Daarin speelde onder meer mee dat er in quasi alle gevallen ook de mogelijkheid bestond dat de namen waren doorgegeven door de lokale DeVlag-celleider. Willeymyns werd veroordeeld tot 20 jaar buitengewone hechtenis. In de strafbepaling speelde zijn politieke collaboratie een grote rol, waarbij verwezen werd naar zijn pogingen tot onrechtmatige benoemingen/ontslagen. Later kreeg hij eerherstel.